# Ember Csaba
Ember Csaba (Ecseg, 1949. október 3. –) Madách-díjas karnagy, a Rózsavölgyi Márk Alapfokú Művészeti Iskola igazgatója (1983-2017), a Magyar Zene és Művészeti Iskolák Szövetségének elnöke (2002 – )

## Származása
Édesapja dr. Ember Lajos (1912. június 5. – 1970. június 22.) jegyző, akit felvidékről telepítettek vissza Magyarországra (1945. április 30.), édesanyja dr. Ember Lajosné Hiba Györgyi (1915. január 27. – 1983. július 12.), balassagyarmati népművész (tojásfestő).

## Családja
Házas (1975 – ). Felesége Udvardy Gertdrud óvónő, zenetanár. Két gyermek édesapja, öt unoka nagyapja.

## Pályafutása

### Tanulmányai
Korán megnyilvánult zenei tehetségét népművész édesanyja 4 éves korától fejlesztette, élete korai és későbbi szakaszaiban több hangszerrel is megismerkedett. Tanult zongorázni, hegedülni, brácsázni valamint énekelni. Általános és középiskolai (Szántó Kovács János Gimnázium 1964-1968) tanulmányait Balassagyarmaton végezte. A miskolci Bartók Béla Zeneművészeti Szakközépiskola (1969-1970) magánének szaka után, a Liszt Ferenc Zeneművészeti Főiskola egyetemi tagozat középiskolai énektanár és karvezető szakán végzett (1970-1975). Mindeközben 1973 elvégezte a Magyar Rádió zenei forgatói tanfolyamát. 1975 és 1978 között filozófia - esztétika tanulmányokat folytatott Zoltai Dénesnél. 1979-1980 Nógrád Újságíró Stúdió. 1994-ben Felsőfokú pedagógiai programkészítő tanfolyam. Budapest Műszaki Egyetem Természet és Tátrsadalomtudományi ill. Gazdasági és Társadalomtudományi Karán Közoktatási Vezető szakirányú végzettség (1997-1999)

### Szakmai tevékenység
Tagja volt az 1963-ban alakult állami zeneiskola első kamaracsoportjának, de fiatal korában Balassagyarmat könnyűzenei életének is meghatározó alakja volt. Zeneakadémistaként tagja, majd korrepetitora egyetemi és országos énekkaroknak. Ez idő alatt beutazta Európa zenei központjait, számos verseny nyertes kórusának tagjaként eljutott az Egyesült Államokba is. Miután elvégezte a Magyar Rádió zenei forgatói tanfolyamát, külső munkatársként munkát vállalt az elektronikus médiában is. Három éven keresztül a Pinceszínház hangképző tanára, kilenc éven át az Állami Bábszínház bábszínészképző tanfolyam zenetörténet tanára volt.
Számtalan országos és nemzetközi tapasztalattal gazdagodva akkor kezdte hasznosítani karvezetői képességeit, amikor Réti Zoltán javaslatára a Balassagyarmati Dalegylet társkarnagyává, majd 1975-től a Rózsavölgyi Márk Zeneiskola tanárává nevezték ki. Ugyanitt 1977-ben igazgató-helyettesnek, 1983-ban pedig iskola igazgatónak választották. Az intézményt 2017-ig vezette.
A többszörös nívó- és nagydíjjal rendelkező, 2023-ban 160 éves múltra visszatekintő Balassagyarmati Dalegyletnek 1974-től karnagya. Vezetésével az elmúlt években kétszer nyerte el a Dalegylet a "Fesztiválkórus" címet, "Kiváló Együttes" és Csokonai Vitéz Mihály közösségi díjat kaptak valamint több külföldi fellépés során népszerűsítette a magyar kóruskultúrát.
Munkája során kiemelkedő szerepet szánt a zenetanítás mellett a zenei ismeretterjesztésnek is. 1986 óta mély elkötelezettséggel szervezi a balassagyarmati "Zene határok nélkül" nemzetközi muzsikustábort, ahol magyar és külföldi amatőr és professzionális zenészek mutatkoznak be egymás előtt, összemérik saját és tanítványaik tudását, záró hangversenyeikkel elbűvölik a város érdeklődő közönségét.
Szintén tevékenysége alatt indult útjára a Nemzetközi Fuvoladuó és Kisegyüttes fesztivál, valamint az Országos Négykezes és Kétzongorás Verseny.
1974-től 1979-ig óraadó ének-zene tanár a balassagyarmati Balassi Bálint Gimnáziumban, 2000-től 2010-ig a Szent-Györgyi Albert Gimnáziumban.
1999-től az Európai Zeneiskolák Szövetségében Magyarország képviselője
Pályája kezdetétől több országos szakmai szervezet tagja volt. A Magyar Zeneiskolák és Művészeti Iskolák Szövetségének alapító tagja és 2002-től elnökként feladatai közé tartozik az alapfokú művészetoktatás stratégiai kérdéseinek megfogalmazása, különös tekintettel az alapfokú művészetoktatás tartalmi és szervezeti kérdésire, a tanárképzés kérdéseire. Az alapfokú művészetoktatásnak a hazai és nemzetközi közoktatási rendszerben való elhelyezkedése, a szükséges jogi keretek tisztázása, az országos szakmai minősítés előkészítése. A Magyar Kórusok és Zenekarok Szövetsége Elnökségének tagja, a Nemzeti Kulturális Alap Zenei Kollégiumának három ciklusban megbízott tagja, a Magyar Muzsikus Fórumnak megszűnéséig elnökségi tagja, a Magyar Zenei Tanács Ellenőrző Bizottságának elnöke. Elkötelezett híve a közösség iránti felelősségvállalásnak, ezért éveken keresztül részt vett a Balassagyarmat város önkormányzatának munkájában is.
2021-ben a Magyar Művészeti Akadémia Nem akadémikus köztestületi tagjává választották
2024-ben a Magyar Művészeti Akadémia Zeneművészeti Tagozata közgyűlési képviselőnek választotta.

### Kitüntetései[2]
- Aranykoszorús KISZ-jelvény (1975)[14]
- Kiváló Munkáért (1979)
- Szocialista Kultúráért (1985)
- Nógrád Megyei Tanács Karnagyi Művészeti díja (1988)[15]
- Madách-díj (1989)
- Németh László-díj (1997)
- Cserhát Takarék - Év pedagógusa (1998)
- Balassagyarmat Pro Urbe (2000)
- ARTISJUS-díj (2002, 2004, 2007)
- Magyar Kultúra Lovagja (2006)
- Magyar Köztársasági Arany Érdemkereszt (2007)
- Nógrád Megyei Prima díj - oktatás kategória (2007)[16]
- Tolnay Klári-díj (2010)
- Nógrád Megye Díszpolgára (2014)
- Eötvös József-díj (2015)
- Balassagyarmat Díszpolgára (2016)
- Magyar Érdemrend Lovagkeresztje (2017)
- Magyar Művészeti Akadémia Elismerő Oklevele  - pedagógus kategória (2021)[17][18]